# Friedrich Trendelenburg
Friedrich Trendelenburg (ur. 24 maja 1844 w Berlinie, zm. 15 grudnia 1924 w Nikolassee) – niemiecki chirurg. Nadworny lekarz Fryderyka Augusta III Saskiego.

## Życiorys
Syn filozofa Friedricha Adolfa Trendelenburga i mąż Charlotty Fabricius (1853–1932), z którą miał dwie córki i sześciu synów, w tym fizjologa Wilhelma, sekretarza stanu w niemieckim Ministerstwie Kultury Friedricha Adolfa Trendelenburga, prawnika Ernsta, farmaceutę Paula i fizyka Ferdinanda. Studiował medycynę na Uniwersytecie w Edynburgu i na Uniwersytecie Fryderyka Wilhelma w Berlinie. Następnie pracował w klinice Charité u Bernharda von Langenbecka. W 1875 roku został profesorem na Uniwersytecie w Rostocku, w roku 1882 w Bonn, a w roku 1895 na Uniwersytecie w Lipsku. Twórca kilku odmian zabiegów chirurgicznych m.in. metody operacyjnego leczenia zatorowości płucnej, nazwanej zabiegiem Trendelenburga, autor parowej sterylizacji i pierwszej dotchawiczej narkozy przez tracheostomię. Pomysłodawca pozycji medycznej w której chory leży na wznak z głową poniżej poziomu kończyn dolnych, tzw. ułożenie Trendelenburga. Opisał objaw kliniczny opadania miednicy podczas stania na jednej kończynie lub podczas chodu nazywany od jego nazwiska objawem Trendelenburga.

## Prace
- Verletzungen und chirurgische Krankheiten des Gesichts, 1886